# Надпечатка (филателия)
Надпечатка в филателии — собирательное название дополнительно напечатанного текста, иногда — графического изображения, на почтовой марке, блоке, иных знаках почтовой оплаты, готовых к выпуску или поступивших в обращение.

## Применение
Основной традиционной функцией надпечатки является оперативное изменение информации на уже отпечатанных марках из-за резко изменившихся обстоятельств — в тех случаях, когда последние настолько важны, что требуют обязательного отражения, а оперативно подготовить новый тираж марок у почтового ведомства нет возможности.
К таким обстоятельствам относится изменения почтовых тарифов, государственной валюты, нехватка определённых видов марок, необходимость доплаты, смена общественного строя, оккупация и/или отделение территорий, отграничения зоны обращения марки. Иногда надпечатки делаются в служебных целях, для предотвращения злоупотреблений (контрольные надпечатки). Особыми видами являются благотворительные, памятные и пропагандистские надпечатки, которые обычно делают с целью показа значимости популяризуемого события, акции.
Несмотря на временный и экстренный характер подобных эмиссий, многие почтовые марки с надпечатками выпускались и выпускаются миллионами экземпляров и поэтому легко доступны сегодня для коллекционеров. Другие — очень редки. Как правило из-за срочности надпечатывание марок производилось ограниченными техническими средствами, поэтому многие такие марки, имея исходный экземпляр, потенциально легко подделать. В связи с этим для верификации подлинности ценных надпечаток обязательно проведение филателистической экспертизы.

## Форма надпечатки
Текстовые надпечатки могут быть прямолинейными, дугообразными, змеевидными (Германия, 1923 год, служебные марки). Надпечатка может покрывать всю марку (ковровая) или часть марки (поясная). Рамочная надпечатка расположена по всем четырём сторонам марки.

## Изменение номинала
К надпечаткам нового номинала (англ. surcharge) почтовые администрации обычно прибегают, когда марок требуемых номиналов нет в наличии, — либо из-за задержки с присылкой марок из центра, либо по причине столь быстрого изменения обстоятельств, что на изготовление или получение соответствующих новых марок не хватает времени, либо просто с целью использования оставшихся неизрасходованными тиражей марок, по разным причинам выводящихся из обращения.
Иногда надпечатки новой стоимости делали отдельные почтмейстеры, особенно на отдалённых территориях и в ранний период истории почтовых марок, но из-за возможности злоупотреблений их редко одобряло соответствующее национальное правительство. Имеются и исключения — см., например, провизорий «Винета».

### Надпечатки с увеличением номинала
В большинстве случаев надпечатка нового номинала увеличивает стоимость почтовой марки. Такие надпечатки являются самым распространённым случаем их применения и известны среди почтовых эмиссий подавляющего большинства стран мира.
Широко известен пример надпечаток на марках Германии в период гиперинфляции 1921—1923 годов. Марки номиналом в 10—20 пфеннигов уже не годились для оплаты почтовых сборов (на конверт обычного письма потребовалось бы наклеивать сотни таких марок), поэтому вначале правительство сделало на имеющихся марках надпечатки с номиналами до 10 немецких марок, пока не будут выпущены новые марки, но к 1923 году бесполезными стали даже вновь отпечатанные марки номиналом до 75 тысяч немецких марок, и на них пришлось сделать надпечатки более высоких номиналов — до двух миллионов немецких марок.
Далее гиперинфляционные почтовые марки стали печататься вообще без цифр и надписей номиналов, последние проставлялись с помощью надпечатки. Номиналы таких марок также быстро росли и достигли 50 миллиардов немецких марок, прежде чем произошла реформа финансовой системы.
Во многих странах британского Содружества наций при переходе к десятичной денежной единице в 1971 году почтовые марки надпечатывались новыми номиналами с указанием валюты, пенсов (вместо традиционного до этого времени символа «d» — denier) и фунтов.

### Надпечатки с уменьшением номинала
Когда марок требуемых номиналов нет в наличии, но имеются марки более высокого достоинства, почтовые администрации иногда идут на уменьшение их стоимости с помощью надпечатки. Такое случается относительно реже, чем увеличение номинала, так как переоформление финансовой отчётности почты в сторону уменьшения обычно требует времени, сравнимого с периодом, необходимым для выпуска в обращение нового тиража — а потому почтовые администрации идут на такой шаг не так охотно.
Особым случаем появления больших тиражей почтовых марок с уменьшенными номиналами являются денежные реформы, сопровождающиеся деноминацией. Так, например, 1 января 1961 года в СССР прошла деноминация рубля в 10 раз — и на некоторых почтовых марках Советского Союза выпуска конца 1960 — начала 1961 годов, также как и на номиналах множества почтовых открыток, конвертов и печатных изданий, были сделаны надпечатки поверх старых цен с указанием новых, в десять раз меньше. Аналогичные надпечатки известны и во время денежных реформ во многих других странах — в Болгарии, Польше, Венгрии и проч. В ряде случаев такие эмиссии благодаря большому количеству разновидностей даже получают особые филателистические названия. Таковы, например, «Гроши» — соответствующие надпечатки на первоначально номинированных в злотых почтовых марках периода реформы в Польше в октябре 1950 года, сделанные почтовыми дирекциями и некоторыми почтовыми отделениями этой страны. Существует свыше 20 типов основных надпечаток, каждый из которых может встречаться на 125 различных марках.

### Надпечатки, назначающие номинал
Иногда (особенно при не очень устойчивом экономическом положении в стране) почтовое ведомство в момент размещения заказа на печать почтовых марок не в состоянии дать художнику, гравёру и/или типографии чёткие инструкции, какие именно номиналы должны нести на себе новые марки. В таком случае тиражи печатаются «с запасом», исходя из экономической целесообразности, а номиналы проставляются на марках позже, отдельным распоряжением, с помощью типографских надпечаток. В ряде случаев почтовые администрации, сознательно разделяя процесс выпуска в свет надвое, берут такой подход за правило, считая его более рациональным. Так, например, обстояли дела в Португалии и её колониях в середине-конце 1930-х годов, в Венгрии начала XX века и др. В наше время подобная идея, хотя и основанная на ином принципе, реализована в безноминальных марках.
| |  |
| Австро-Венгрия (1906 и 1903): почтовые отделения в Османской империи (Sc #39) и на Крите (Sc #А15) |  |

### Надпечатки с изменением валюты
Многие страны прибегают к надпечаткам новой стоимости при переходе на иную денежную единицу. Например, в 1874 году в объединившейся Германской империи вместо грошей и крейцеров появились пфенниги и марки — в связи с чем было решено надпечатать находившиеся в обращении тиражи цифрами новых номиналов. Однако название новой валюты не было проставлено, из-за чего возник любопытный казус: марки номиналом 2½ гроша были надпечатаны «2½», а марки достоинством 9 крейцеров — «9».
В некоторых случаях для обеспечения почтовых нужд граждан в регионах обращения валют, отличающихся от основной, государственная почта надпечатывала выпускаемые ей марки названиями требуемой валюты — в сопровождении нового номинала или с сохранением существовавшего. Такие выпуски были обычны для сети почтовых отделений за границей всех ведущих европейских стран (Великобритании, Франции, России, Австро-Венгрии и др.) в государствах со слаборазвитой собственной почтой (Оттоманская империя, балканские и другие территории Средиземноморья, Китай и др.) или для населения временно оккупируемых земель. Как правило тиражи таких надпечатанных марок значительно меньше основного.

### Благотворительные и налоговые надпечатки
Такие надпечатки делают марки полупочтовыми — так как часть сбора направляется на непочтовые цели (отчисления в фонд Красного Креста и иные социальные нужды, фонды помощи пострадавшим от чрезвычайных ситуаций, военные сборы и проч.). Если подобные сборы объявляются по стране или территории на определённый период обязательными для франкировки всех почтовых отправлений, соответствующие марки называются почтово-налоговыми. Например, в Турции с 1911 года марки принудительной доплаты находятся в обращении 21 день в году.
Первоначально подобные марки не несли на себе никаких внешних признаков дополнительного сбора, а просто продавались с наценкой. Однако позже для предотвращения злоупотреблений и с целью популяризации цели сборов стали делать надпечатки двойного номинала «x+y», либо просто «+y» и иногда сопровождать надписями о причине наценки. Как правило, у почты есть достаточно времени для разработки особого дизайна и печати тиражей подобных эмиссий — тем ценнее случаи, когда всё же приходилось прибегать к надпечаткам (из-за срочности, малости тиража или в силу стеснённости эмитента в средствах). Как правило поводами для них служили масштабные стихийные бедствия (наводнения, землетрясения), последствия войн, голод, разруха и т. д.
Долгое время уделом подобных эмиссий было только внутреннее почтовое сообщение, лишь в 1920 году они были допущены Всемирным почтовым союзом и до международного уровня. Чрезмерность выпусков (к 1940-м годам в Бельгии, Люксембурге, Франции и других странах количество почтово-благотворительных эмиссий порой составляло более 50 % от общего числа изданного), намеренно уменьшенные по сравнению с обычными тиражи марок с наценками и необоснованно высокие суммы сборов, практиковавшихся почтовыми администрациями ряда стран, вызвали протесты со стороны общественного мнения и ряд ограничительных решений Международной федерации филателии (ФИП). Так, например, ныне сумма дополнительного сбора не должна превышать 50 % от номинала марки. Некоторые государства были вынуждены принять и свои ограничения. К примеру, почте США в 2001 году специальным законом разрешён выпуск почтовой марки с надбавкой лишь один раз в два года.

## Смена вида марки
В ряде случаев государства вынуждены прибегать к надпечаткам не только новой стоимости, но и вида почтовых марок по причине истощения существующих запасов, отсутствия средств или лица, отвечающего за заказ новых.

### Служебная и доплатная
Изменение назначения почтовой марки путём надпечатки характерно и довольно обычно для стандартных эмиссий почтовых марок конца XIX — начала XX века. В основном, тогда меняли назначение почтовых, служебных и доплатных марок. Периоды политической нестабильности порой отмечены выпусками надпечаток на сберегательных, гербовых, телеграфных марках, а также, похоже, на всём, что можно было найти с зубцовкой и гуммированием.

### Авиапочтовая
В настоящее время во многих странах мира как правило нет разницы между обычным «наземным» почтовым тарифом и тарифом на авиапересылку: письма транспортируются до адресатов возможно более оперативно любыми адекватными способами — и в значительной части посредством самолётов и иных летательных аппаратов.
Однако даже сейчас большинство почтовых администраций мира по традиции периодически выпускает авиапочтовые марки. В прошлом же веке вплоть до 1980-х годов авиадоставка требовала от отправителя дополнительных затрат, которые коррелировали со стоимостью специальных марок для этих целей.
В первой половине XX века авиапочта была настолько необычна, а объёмы её перевозок настолько небольшими, что ради неё не было рациональных причин издавать отдельные почтовые марки и поэтому делались надпечатки «Авиапочта» на обычных марках.
В некоторых случаях этому способствовало и то, что авиадоставка поначалу представляла собой нерегулярные, разовые акции, целью которых была не столько транспортировка людей и грузов (в том числе и почтовой корреспонденции), сколько популяризация авиации как таковой, её возможностей. В этом смысле надпечатывание специальных марок к очередному полёту, франкировка ими частных писем и дальнейшая рассылка такой почты по адресатам служили одним из лучших способов паблисити.
В СССР в 1920-х — 1940-х годах, как и во многих других странах, на почтовых марках с номиналами для обычной почты также делали надпечатки для авиапочты (до 1940-х годов писали Авиопочта).

### Предварительного гашения
На ранних этапах марочного периода развития почтовой связи, когда стоимость пересылки для отправителей была крайне существенна, получил определённое распространение способ экономии средств с помощью предварительного гашения (precancel). На стандартных почтовых марках по заказу почтового ведомства перед их продажей какому-либо крупному заказчику типографским способом делались специальные надпечатки — чаще всего с названием города. Будучи накленными на его почтовые отправления, такие марки уже не требовали дополнительного гашения штемпелем— что оптимизировало работу почты и в итоге обходилось дешевле (а потому надпечатки порой сопровождались и новой ценой с небольшим дисконтом).
Эти почтовые марки были действительны лишь ограниченное время, а потому надпечатки часто содержали и дату эмиссии. Предварительные гашения были широко распространены в США, Франции, Бельгии и некоторых других странах. В настоящее время в подавляющем большинстве стран мира, включая СССР и Россию, сходные функции, хотя и принципиально иным способом, выполняют франкотипы.

### Полевой почты
Большинство развитых европейских стран надпечатывали свои стандартные почтовые марки для использования в войсках, особенно находящихся за границей. Как правило военные марки делались путём надпечатки нескольких букв, сокращённо обозначавших военную администрацию и/или почту.

## Политические изменения
Надпечатка — наиболее экономный, быстрый и доступный способ для почты ограничить зону обращения выпускаемых ею почтовых марок, то есть территории ответственности той или иной почтовой администрации. Как правило эта зона совпадает с теми или иными политическими границами. Поэтому к надпечаткам часто прибегают в тех случаях, когда эти реалии требуется отразить возможно более оперативно, чётко и дёшево.

### Колониальные и территориальные надпечатки
|                                                                          |  |  |  |  |
| Почтовые марки типа «Жница» для различных колоний Португалии (1910—1930) |  |  |  |  |

В середине — конце XIX века многие колониальные империи ввели в практику выпуск общеколониальных типов почтовых марок. Однако со временем выяснилось, что универсальные марки не позволяют верно оценивать из единого центра почтовые и смежные потребности населения в зонах ответственности колониальных и иных заграничных имперских почтовых отделений. В то же время выпуск особых марок для каждой колонии оказался бы слишком расточителен для того периода. Выход был найден в надпечатках колониальных марок названиями тех или иных колоний или территорий, а зачастую — в эмиссиях колониальных почтовых марок особого дизайна, с заранее предусмотренными местами для надпечаток названия колонии, её валюты, порой отличавшейся от других, и цифры номинала.
В дальнейшем, с развитием почты и удешевлением полиграфии, в подобных выпусках уже не было столь острой экономической необходимости — однако сама идея одновременного выхода в свет по всей империи почтовых марок идентичного дизайна с надпечатками периодически реализовывалась даже в середине XX века, преимущественно в целях популяризации единства и незыблемости устоев. Например, подобными гигантскими одновременными эмиссиями для всех колоний Франции активно занимались противостоящие друг другу режим Виши и комитет «Свободная Франция» де Голля, невзирая на то, что подавляющее большинство тиражей их марок из-за войны физически не могло достичь самих французских колоний. Ныне описанная идея эволюционировала в совместные выпуски — обычные как для содружеств стран бывших колониальных империй, так и просто для разных государств, стремящихся подобным образом продемонстрировать миру свои дружеские отношения.
В ряде случаев с помощью надпечатки государство или несколько государств отграничивают зону обращения почтовых марок на определённой территории, находящейся во временном или переходном статусе. Таковы, например, надпечатки 1920-х годов для плебисцитарных и иных территорий, подконтрольных Лиге Наций. Территориальные надпечатки обычны и для зон, временно занимавшихся различными военными формированиями в ходе гражданских войн (США, Россия, Мексика и проч.), если последние не предпринимали попыток провозглашения сепаратистских органов власти.
|                                                                      |  |  |
| Северо-Западная армия Юденича (1919), РСФСР (1922), Казахстан (1992) |  |  |

### Смена власти
Поскольку почтовые марки являются документами, эмитируемыми официальной властью, и «визитными карточками страны», при наступлении периодов политической нестабильности одним из самых первых актов новых режимов как правило становится выпуск марок от своего имени — и зачастую не столько с целью обеспечения нужд населения, сколько с целью легитимизации и упрочения власти. Самый простой и доступный способ сделать это — надпечатать тиражи марок, оставшихся от прежнего, свергнутого или свергаемого, режима. Такие надпечатки могут закрывать или запечатывать надписями изображение головы прежнего правителя и обязательно провозглашают новый режим, иногда с указанием даты его прихода к власти.
Именно так печатало свои марки, например, Временное правительство Южной Ирландии в 1922 году, используя стандартные выпуски Великобритании, прогитлеровская власть Независимого государства Хорватия в 1940 году, освободившийся от колониального режима Занзибар в 1964 году и многие другие приходившие с помощью переворотов к власти правительства.
Впрочем, подобным эмиссиям, безусловно, способствует и экономический упадок, разруха и потеря управляемости аппарата прежней власти: многие проблемы, и прежде всего восстановление связи, нуждаются в максимально оперативном решении практически «голыми руками», а надпечатки позволяют быстро и экономно наладить почтовое сообщение.

### Оккупация
Во многих случаях (но не всегда) после ввода войск на оккупированную территорию и установления на ней особого режима управления организуются соответствующие управленческие структуры. От их имени и под их эгидой для нужд населения выпускаются почтовые марки — вначале по временным образцам (см. провизорий) и с использованием запасов, оставшихся от прежних властей, либо собственных. Как правило до печати и ввода в обращение новых марок факт оккупации отмечается на старых путём надпечаток. Зачастую последние включают в себя не только изменившееся название территории, но и новые номиналы из-за изменения тарифов на почтовые (и связанные с ними) услуги, а также изменения названия самой валюты, если таковое происходит.
Основной целью подобных эмиссий является возможно более оперативное отграничение зоны экономической ответственности оккупационных властей — особенно в случаях (таковых большинство), когда оккупируется не всё государство, а лишь его часть, с сохранением старой системы в остальной стране. Среди целей выпусков оккупационных почтовых марок, разумеется, присутствуют и пропагандистские мотивы — поскольку, как правило, новый статус территории признаётся urbi et orbi лишь постепенно и новым властям следует в возможно более короткие сроки наглядно показать населению и внешнему миру эффективность своей деятельности.
| |  |  |
| Британская оккупация Батума (1920), германская оккупация Польши (1940), финская оккупация Карелии (1941) |  |  |

В то же время разумная осторожность и особый политический статус оккупированной территории как правило не позволяют вводить на ней непосредственно валюту и почтовые марки страны-оккупанта — по крайней мере на первых порах. Так или иначе, было бы неверным считать, что пропаганда находится среди первоочередных мотивов оккупационных эмиссий, хотя такой мотив явно или неявно и может присутствовать.
В свою очередь, государства, подвергшиеся частичной оккупации, обычно до последнего стараются не изымать оккупированные территории из общего экономико-политического механизма страны — поэтому порой склонны печатать почтовые марки даже и в тех случаях, когда территории полностью вышли из-под их фактического контроля и перспективы их возвращения в прежний статус-кво минимальны. Так, например, выпуск марок Португалии для Португальской Индии (Гоа, Диу и Дамана) был прекращён лишь спустя несколько лет после фактического перехода этих территорий к Индии.

### Военная администрация
В некоторых случаях по ряду соображений (в основном, политических) гражданская администрация на занимаемой территории — поначалу или вообще — не создаётся, а функции административного управления этой территорией остаются в ведении аппарата оккупационных войск, как правило временно. В таких случаях военные вынуждены, среди прочих взятых на себя функций, регулировать и процесс налаживания и/или восстановления почтовой связи — в том числе и выпуская особые почтовые марки, чаще всего надпечатывая либо марки своей страны-метрополии, либо запасы, оставшиеся от прежних властей, особыми пометками.
Таковы, например, выпуски французского колониального корпуса для Судана, британских вооружённых сил в итальянских колониях Северной и Восточной Африки и в освобождённой от японцев Бирме (см. Британская военная администрация), египетского экспедиционного корпуса в Палестине, австралийских сил в Папуа и Новой Гвинее, выпуски военных администраций стран-союзниц по антигитлеровской коалиции в своих оккупационных зонах побеждённой Германии и многие другие случаи.

## Памятные надпечатки
Надпечатки делаются и в коммеморативных целях — в ознаменование определённого события, знаменательной даты, юбилея выдающейся личности и проч. Такой вид надпечаток называется памятными надпечатками. Как правило, в подобных случаях выпускаются специальные памятные марки, однако иногда событие следует отметить очень срочно или на выпуск особой марки нет средств — в этом случае почтовое ведомство надпечатывает обычные почтовые марки, как правило сходной тематики. Например, США, которые исторически эмитировали крайне мало надпечаток, поступили так в 1928 году с эмиссией в честь Молли Питчер и открытия Гавайских островов. Примером памятной надпечатки служит выпуск СССР 1959 года «200-летие со дня рождения шотландского поэта Роберта Бернса»  (ЦФА [АО «Марка»] № 2283).
Особую подкатегорию составляют надпечатки на спортивных марках по поводу таких событий, как Олимпийские игры. Например, 8 апреля 1998 года Гайана выпустила серию из 32 марок, на которых изображены все сборные, участвовавшие в проходившем в том году чемпионате мира; 20 августа, после турнира, восемь из них были перевыпущены с надпечаткой, объявляющей о победе сборной Франции. Многие филателисты не одобряют подобную практику, небезосновательно подозревая такие надпечатки в спекулятивности.

### Траурные надпечатки
Одним из самых актуальных поводов для появления срочных памятных надпечаток по понятным причинам является кончина правителя или иной крайне значимой для государства и общества личности.
Как правило в подобных печальных случаях почтовые ведомства используют тиражи стандартных почтовых марок с его портретом, надпечатывая их поля чёрным цветом или орнаментальной рамкой вокруг него. Такие траурные эмиссии происходили в Албании, Германии, Югославии и некоторых других странах мира. Порой, правда, почте всё же удаётся в сжатые сроки подготовить и выпустить в свет особые марки — так, например, произошло в 1924 году в СССР после кончины Владимира Ильича Ленина.

## Комбинированные надпечатки и перепечатки
В ходе войн и революционных потрясений первой половины XX века в силу недостатка необходимых ресурсов правительствам порой приходилось прибегать к повторным надпечаткам на марках, на которых ранее уже были сделаны надпечатки. Подобные случаи характерны, например, для ситуаций многократного перехода власти из рук в руки, когда необходимость в собственных марках осознавалась как острая, а более подходящих тиражей в распоряжении не было. Иногда это делалось сознательно, с целью наглядной демонстрации факта низвержения прежнего режима: запечатав его надпечатки как властные атрибуты, новая власть демонстрировала их ничтожность.
Например, существуют перепечатки 1922 года греческих революционеров на марках недавно ставшего частью независимой Греции острова Крит, перепечатки контрреволюционного режима Хорти на марках, прежде надпечатанных Венгерской советской республикой в 1919 году, повторные надпечатки властей независимой Польши на надпечатках Варшавского генерал-губернаторства на марках Германии и другие подобные случаи.
Иногда, впрочем, почта идёт на перепечатки и в более обыденных ситуациях — когда они не наносят заметного ущерба дизайну, а необходимость, тем не менее, присутствует (например, требуется слишком малый тираж и выпуск особого дизайна нерентабелен). Часто таким образом комбинируются надпечатки нового номинала и коммеморативные, а иногда — и меняющие назначение марки (допустим, «авиапочта +3»). Для начала прошлого века характерно и последовательное совмещение переоценки марки с надпечаткой названия другой колонии или заграничного почтового отделения.

## Спекулятивные надпечатки
Фактически почтовые марки с надпечатками являются дополнительными объектами коллекционирования для филателистов: серия не может считаться собранной, если в ней отсутствуют какие-то из выпущенных в свет разновидностей. Это порождает рынок спроса — и далеко не всегда такой рынок свободен от спекуляций. По умолчанию подразумевается, что, поскольку за почтовыми эмиссиями осуществляется государственный контроль, последние находятся в рамках очевидных приличий. Однако дешевизна и доступность надпечатывания почтовых марок неизбежно порождает соблазны и злоупотребления, особенно для почтовых ведомств слаборазвитых регионов мира, периодов деколонизации и проч.
В ряде случаев малоопытные и/или стеснённые в средствах на развитие почты молодые только что образованные государства, оказавшись перед необходимостью освоения отпечатанных прежним режимом или бывшей метрополией тиражей марок, решают извлечь сиюминутную прибыль, не заботясь о репутации — которой у них пока нет. В результате подобной политики мировой филателистический рынок периодически наводняют спекулятивные надпечатки и перепечатки, как правило по бросовым ценам.
Резкую границу между спекулятивными надпечатками и простым пристрастием той или иной почты отмечать надпечатками знаменательные события провести сложно. Однако отличительной особенностью первых является ненормальное обилие поводов в короткий временной промежуток, а также заметное на глаз желание почтовой администрации «угодить сразу всем» — то есть совместить в одной марке или серии как можно больше ходовых филателистических тем, вынуждая покупать подобную продукцию максимальное число филателистов. Такое стремление не может не приобретать гротескные формы.
Например, после деколонизации Южного Йемена в 1967 году на марках различных эмиратов протектората Аден британских времён были сделаны одновременно 16 надпечаток в различных сочетаниях: «Южная Аравия», изменённые номиналы в новой валюте, пять олимпийских колец к Олимпиаде в Мехико и остальным Олимпийским играм, начиная с берлинских, а также имя Уинстона Черчилля в нормальном и перевёрнутом виде, с годами его жизни и без.
В 1970 году почтовая администрация Тонга решила отметить надпечатками вступление страны в британское Содружество наций, одновременно определив свои марки в авиапочтовые служебные (airmail official). Сьерра-Леоне в 1963 году отметилась на этом поприще, надпечатав на британских марках такие значимые события как «Второй год независимости. Прогресс. Развитие.» и «1853—1859—1963. Старейшая почтовая марка. Новейшая почта в Западной Африке», попутно сменив номинал и сделав часть марок авиапочтовыми в различных сочетаниях и цветах надпечаток. Признаки подобного карго-культа можно легко обнаружить в эмиссиях многих государств третьего мира, особенно в первые годы их существования.
Часто такие почтовые выпуски решениями конгрессов ФИП объявляются «нежелательными» и игнорируются большинством каталогов почтовых марок. Правда, поскольку ФИП обычно регламентирует лишь напечатанное непосредственно на почтовой марке, у некоторых почтовых администраций, стремящихся обойти ограничения, возникает соблазн дополнительно использовать для спекулятивных надпечаток купоны, поля марочного листа, поля почтовых блоков и т. д. Порой к подобным ноу-хау прибегают и почтовые ведомства развитых стран. Например, в Новой Зеландии в ряде случаев такие надпечатки делаются исключительно на полях филателистических сувенирных листков, а почта Канады вполне легально размещает на полях рекламные (так называемые «спонсорские») надпечатки и т. д.

## Контрольные надпечатки
Менее известная область применения надпечаток — в качестве контрольного средства для борьбы с хищениями. В XIX веке Мексика страдала от хищений почтовых марок во время их доставки в отдалённые почтовые отделения, поэтому на каждой марке делалась надпечатка названия города и номера.
|                                               |  |
| Мексика: контрольные надпечатки (1864 и 1868) |  |

США прибегли к такому методу для борьбы с хищениями в штатах Канзас и Небраска в 1929 году, сделав надпечатки на обычных марках того времени «Kans.» («Канзас») и «Nebr.» («Небраска»). Таких марок сохранилось мало и они высоко ценятся: например, марка номиналом 10 центов в 2000 году оценивалась более чем в 100 долларов. Аналогичные или сходные по функции эмиссии имеются и в истории почтового сообщения многих других стран, включая Россию и СССР.

### Аннулирующие надпечатки
Иногда в коллекциях встречаются марки-перфины или марки с надпечаткой слов «SPECIMEN» («ОБРАЗЕЦ») или «CANCELLED» («АННУЛИРОВАНА»). Эти надпечатки делались либо в типографии для использования марок в качестве цветового стандарта для будущей печати, либо органами власти для использования марок в качестве контрольных экземпляров или образцов, направляемых другим государствам-членам Всемирного почтового союза. Кроме того книжечки марок дополнительно аннулировались проколом отверстия с помощью билетного компостера. Этот способ применялся и в отношении книжечек, высылаемых компаниям, разместившим в них свою рекламу, чтобы они могли видеть результат, но не могли использовать марку.
В 1930 году почтовое ведомство Великобритании создало школы для обучения почтовых служащих (Post Office Training Schools). Для этих учебных центров на марках, а также на других предметах, широко использовавшихся почтовым ведомством в то время, были сделаны различного рода надпечатки, превращающие их в так называемые псевдомарки или учебные марки. Наиболее распространённой из них является надпечатка двух вертикальных чёрных полосок на имевших в тот момент хождение марках. Такие надпечатки были призваны предотвратить хищения, поскольку в таком виде марки нельзя было использовать, а также решить проблему необходимости отчитываться за них в обычном порядке.
Иногда на подобных марках делалась надпечатка «SCHOOL SPECIMEN» («Школьный образец»), хотя она гораздо чаще встречается на почтовых писчебумажных принадлежностях и бланках, равно как и надпись «FOR TESTING PURPOSES ONLY» («ТОЛЬКО ДЛЯ ТЕСТОВЫХ ЦЕЛЕЙ»). Аналогичные по функции марки изготавливаются во Франции и некоторых других странах.

## Частные надпечатки
Надпечатки, сделанные частным лицом или организацией, которая не является официальным эмитентом знаков почтовой оплаты, называются частными надпечатками. Как правило их нанесение делает марку непригодной для оплаты почтового сбора (несмотря на то, что некоторые подобные недействительные марки успешно проходят почту по недосмотру почтовых служащих). Однако в некоторых, немногих, случаях частные надпечатки могут использоваться и легально. Например, в Великобритании марки с частными надпечатками, как правило, служили подтверждением налоговых платежей. Сходные функции они имеют и в США.
Есть ряд примеров, в том числе в СССР в 1961 и 1991 годах, когда частные надпечатки новой цены ставились на почтовых карточках вскоре после изменения почтовых тарифов. Иногда частные надпечатки наносятся на обратную сторону почтовых марок в качестве контрольных меток. Частные надпечатки также используются для выражения политических взглядов либо для создания объектов коллекционирования в память о каких-либо событиях.
К примеру, сторонники Германии в Судетах делали частные надпечатки с изображением свастики на марках Чехословакии перед аннексией этого региона. В Италии после свержения Муссолини и созданной им Итальянской социальной республики сторонниками фашизма на марках с изображением короля ставились частные надпечатки изображения фасций. Во времена войны во Вьетнаме в США появились частные надпечатки с лозунгом «Молитесь о войне» (Pray for War). Обычно подобные случаи оперативно пресекаются почтовыми и правоохранительными органами государства, если последнее дееспособно.

### Пропагандистские надпечатки
Особым случаем частных надпечаток являются пропагандистские надпечатки. К таковым относятся надпечатки, которые делаются на поддельных или настоящих знаках почтовой оплаты с пропагандистскими целями в ходе противостояния различных режимов, организаций, движений, конкуренции идеологий, идей. Целями таких эмиссий может являться подрыв моральной стойкости, духа, доверия к своим властям среди населения вражеской стороны, посев сомнений в эффективности, легитимности, справедливости правящего режима; намерения спровоцировать население вражеской стороны на различные формы активного и пассивного сопротивления правящему режиму, переориентация населения вражеской стороны на помощь конкурирующим (внешним и/или внутренним) силам, организация «пятой колонны».
Целями пропагандистских надпечаток, рассчитанных на распространение на своей территории, может являться мобилизация, сплочение при отпоре врагу, напоминание о базовых общественных ценностях, повышение морального духа и т. п. Впрочем, поскольку пропагандистские надпечатки делаются в обход официальной почтовой системы, они практически всегда нацелены на популяризацию и косвенную легитимизацию непризнанных, изгнанных, ущемлённых, преследуемых идей, организаций, правительств с помощью использования почтовой системы господствующего режима и/или мирового общественного мнения. Порой выпуск пропагандистских надпечаток может являться попыткой мимикрии под официальные эмиссии озабоченного общественными проблемами режима — с целью получения эмитентом дополнительных денежных средств путём продажи знаков почтовой оплаты введённым в заблуждение филателистам «от имени» официальной власти.
Пропагандистские надпечатки имеют статус подделок (forgeries), фальсификаций (fakes) или фантазий (cinderellas). Случаев прохождения ими почты обычно немного, большинство попыток запуска в обращение идентифицируются и ликвидируются почтовыми служащими и/или спецслужбами государства-жертвы. Как следствие, на филателистическом рынке циркулирует большое количество подделок этих подделок.

## Ошибочные надпечатки
Ошибочными надпечатками называют надпечатки с ошибками в надписях, оформлении, расположении и т. п. В случае выявления таких надпечаток иногда выпуски с ошибочными надпечатками перевыпускаются с исправленными ошибками. Среди ошибочных надпечаток выделяются следующие:
- надпечатки с орфографическими ошибками (например, выпуск Маршалловых островов 1897 года с лишней буквой в тексте надпечатки)
- надпечатки на почтовых марках, не предназначенных для этого
- нанесение надпечатки краской другого цвета, не предусмотренного для этой надпечатки,
- надпечатки, выполненной с нарушением технологического процесса (так, к примеру, получаются перевёрнутые надпечатки).

### Перевёрнутые надпечатки
Перевёрнутыми надпечатками в филателии называют надпечатки, перевёрнутые на 180° по отношению к нормально расположенным надпечаткам вследствие нарушения технологического процесса (подача марочного листа в печатную машину не той стороной или неправильное положение клише при ручных надпечатках). Примером перевёрнутых надпечаток служат многие почтовые марки РСФСР 1922 года  (ЦФА [АО «Марка»] № 24),  (ЦФА [АО «Марка»] № 49) и т. д.
Почтовые марки с перевёрнутыми надпечатками относят к разновидностям.

### Сдвинутые надпечатки
Сдвинутыми надпечатками в филателии называют надпечатки со значительным сдвигом в любом направлении от нормального положения надпечатки вследствие нарушения технологического процесса (неправильная фиксация марочного листа в печатной машине). Иногда часть такой сдвинутой надпечатки оказывается расположенной на соседней почтовой марке. Обычное место почтовых марок со сдвинутыми надпечатками — в специализированных коллекциях исследовательского характера.

### Двусторонние надпечатки
Двусторонними надпечатками в филателии называют надпечатки, сделанные на обеих сторонах почтовой марки, причём на оборотной стороне — ошибочно вследствие нарушения технологического процесса печати (в результате вторичного вложения марочного листа оборотной стороной в печатную машину при нанесении надпечатки). Двусторонние надпечатки представляют собой макулатурные оттиски.

## Коллекционирование
Коллекционирование надпечатанных почтовых марок является одной из интересных областей тематической филателии.
В Великобритании были созданы и работают два объединения филателистов, коллекционирующих надпечатки:
- Общество изучения надпечаток Великобритании (Great Britain Overprints Society — GBOS).

Ставит своей целью «изучение почтовых марок, почтовых отметок, цельных вещей и всех филателистических материалов с надпечатками на выпусках Великобритании и других стран, когда-либо их использовавших». Является аффилированным членом Ассоциации британских филателистических обществ (ABPS) и Американского филателистического общества (APS).
- Общество изучения коммерческих надпечаток Великобритании (Commercial Overprint Society of Great Britain — COSGB).

Объединяет людей, интересующихся так называемыми коммерческими надпечатками, то есть почтовыми и гербовыми марками, на которых было надпечатано наименование организации, использующей их коммерческим способом.